# Račišće
Račišće is een plaats in de gemeente Korčula (grad) in de Kroatische provincie Dubrovnik-Neretva. De plaats telt 468 inwoners (2001).